# Девітт (Нью-Йорк)
Девітт (англ. DeWitt) — місто (англ. town) в США, в окрузі Онондага штату Нью-Йорк. Населення — 26 074 особи (2020).

## Демографія
Згідно з переписом 2010 року, у місті мешкало 25 838 осіб у 10 318 домогосподарствах у складі 6527 родин. Було 10853 помешкання
Расовий склад населення:
| - 86,4 % — білих - 5,9 % — чорних або афроамериканців - 4,1 % — азіатів - 0,6 % — корінних американців |

До двох чи більше рас належало 2,3 %. Частка іспаномовних становила 2,9 % від усіх жителів.
За віковим діапазоном населення розподілялося таким чином: 21,7 % — особи молодші 18 років, 60,9 % — особи у віці 18—64 років, 17,4 % — особи у віці 65 років та старші. Медіана віку мешканця становила 42,5 року. На 100 осіб жіночої статі у місті припадало 94,5 чоловіків;  на 100 жінок у віці від 18 років та старших — 92,0 чоловіків також старших 18 років.
Середній дохід на одне домашнє господарство  становив 91 213 долари США (медіана — 65 665), а середній дохід на одну сім'ю — 114 989 доларів (медіана — 85 755). Медіана доходів становила 58 252 долари для чоловіків та 46 034 долари для жінок. За межею бідності перебувало 9,8 % осіб, у тому числі 14,0 % дітей у віці до 18 років та 7,5 % осіб у віці 65 років та старших.
Цивільне працевлаштоване населення становило 12 141 особа. Основні галузі зайнятості: освіта, охорона здоров'я та соціальна допомога — 35,0 %, роздрібна торгівля — 11,6 %, науковці, спеціалісти, менеджери — 10,7 %.